# Sobór katedralny Świętej Trójcy w Iwano-Frankiwsku

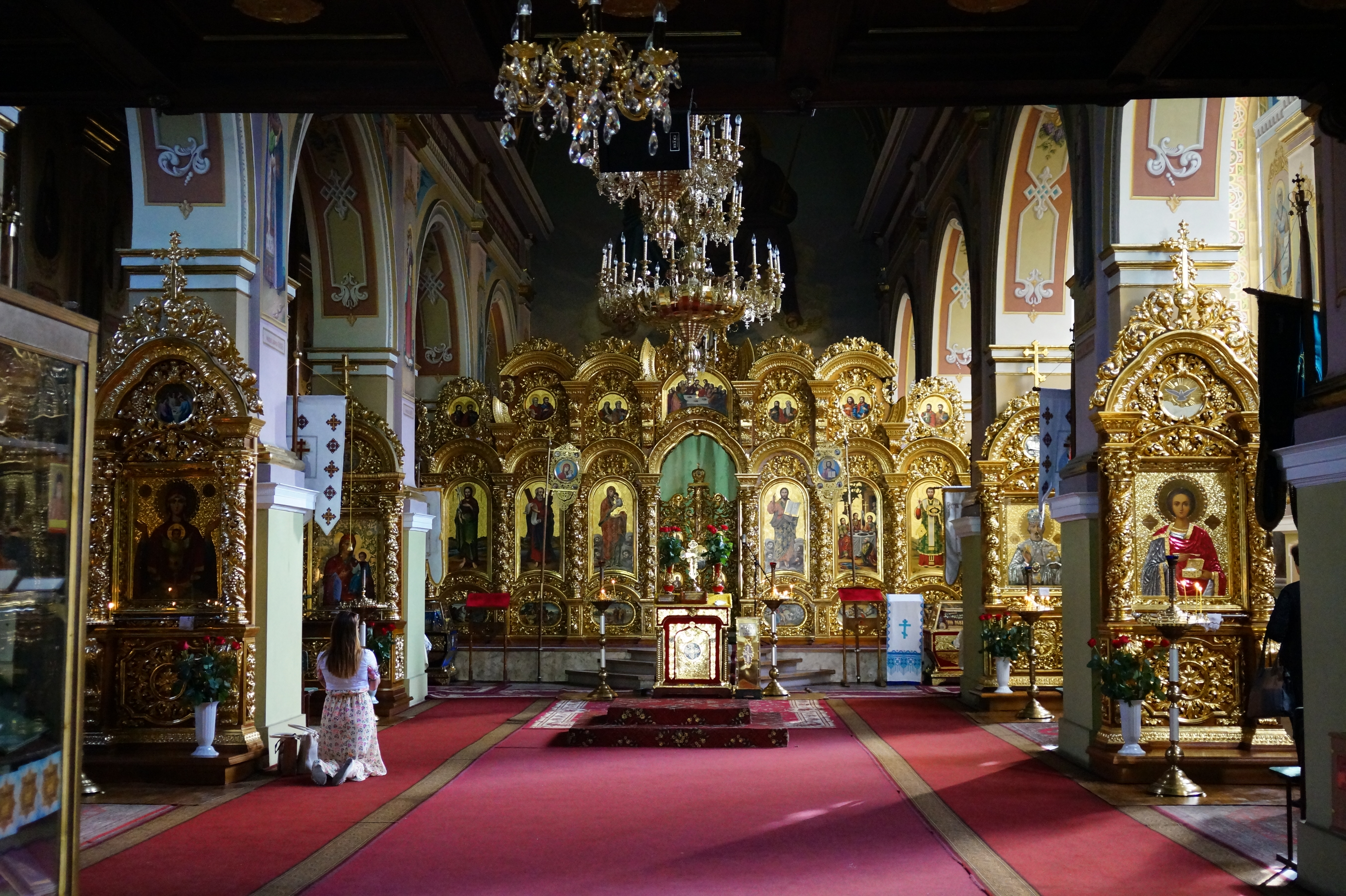
Wnętrze (2015)

Sobór katedralny Świętej Trójcy – prawosławny sobór, katedra eparchii iwanofrankiwsko-halickiej Kościoła Prawosławnego Ukrainy, pierwotnie kościół rzymskokatolicki.
Kościół został zbudowany w 1893 r. dla katolików. Z przyjściem wojsk radzieckich 17 października 1939 r. kościół został zamknięty przez władze komunistyczne i był w kolejnych latach używany jako archiwum. W 1998 r., na prośbę biskupa iwano-frankiwskiego (jurysdykcja Patriarchatu Kijowskiego) Joazafa, na mocy decyzji przewodniczącego Iwano-Frankowskiej Obwodowej Administracji Państwowej Mychajła Wyszywaniuka budynek sakralny został przekazany na własność eparchii iwano-frankiwskiej Ukraińskiego Kościoła Prawosławnego Patriarchatu Kijowskiego.
W soborze w bieżącym okresie prowadzone były prace remontowe i konserwatorskie, Wasyl Chopyk z zespołem asystentów stworzyli malowidła ścienne, ustawiono dwupoziomowy, rzeźbiony i złocony ikonostas.
Przy soborze działają chóry: biskupi (mieszany) – dyrygent Mychajło Zamrozewycz i klirosny (męski) – dyrygent Maria Juziuk. W katedrze działa wydawnictwo literatury religijnej.